# Шуберт, Петер
Петер Шуберт (нем. Peter Schubert; 1938, Дрезден — 1 октября 2003, Берлин) — немецкий дипломат, лингвист, албанист, доктор наук.

## Биография
Был одним из первых немцев, изучавших албанский язык, литературу и историю в только что открывшемся Тиранском университете (1956—1959).
В 1961 году получил диплом специалиста по лингвистике в Университете Берлина, защитив диссертацию по албанскому алфавиту.
С 1962 года — на дипломатической службе ГДР. Проработал в МИДе более 35 лет до 1971 года.
В 1971—1973 годах обучался в аспирантуре Дипломатической академии МИД СССР в Москве.
Затем, до 1989 года работал экспертом по Балканам в МИД ГДР.
В 1989—1990 годах был последним послом ГДР в Албании. Был свидетелем краха коммунистических диктатур в ГДР и Албании. Сотрудничал с Обществом немецко-албанской дружбы (DAFG).
Воссоединение Германии заставило полностью переориентироваться Шуберта и использовал свои экспертные знания и связи в Албании в качестве консультанта по политике и бизнесу, Участвовал в исследовательских проектах, связанных с Албанией и Республикой Косово в Фонде науки и политики.
Видный эксперт в области албанологии в Германии. Внёс значительный вклад в углубление албанско-немецких взаимоотношений. Занимался исследованиями, опубликовал ряд научных статей и монографий в области дипломатии и академической работы, в частности, проблемы Косово.

## Избранные публикации
- Albanien im Umbruch . SWP, Ebenhausen 1992.
- Zündstoff im Konfliktfeld des Balkan. Die albanische Frage. Baden-Baden 1997.
- Reflexionen zur politischen Kultur in Albanien , In: Südosteuropa, 2001, No. 10-12.
- Albanische Identitätssuche im Spannungsfeld zwischen nationaler Eigenständigkeit und europäischer Integration. Frankfurt 2005. ISBN 3-631-52933-3.